# Fernando Redondo Solari
Fernando Redondo Solari (15 de septiembre de 1994) es un exfutbolista profesional hispano argentino que jugó como mediocampista en el  Club Atlético Tigre.

## Carrera
La carrera de Fernando Redondo Jr. comenzó en las divisiones juveniles de  Argentinos Juniors y All Boys.   
Debutó el 21 de marzo de 2016 ante Newell's Old Boys, reemplazando a Ezequiel Cirigliano a los 26' del segundo tiempo en la Primera División Argentina, vistiendo la camiseta de Tigre. Solo jugó un partido en Primera División.
En agosto de 2016 sufrió una rotura del ligamento cruzado anterior de la rodilla derecha, por lo que decidió abandonar el fútbol profesional y comenzar a estudiar Administración de Empresas.

## Vida personal
Fernando Redondo Solari proviene de una familia futbolera. Es hijo del exfutbolista Fernando Redondo y hermano de Federico Redondo.

## Clubes
| Club  | País      | Año  |
| ----- | --------- | ---- |
| Tigre | Argentina | 2016 |